# Jake Sisko
Jake Sisko je fiktivní postava v televizním sci-fi seriálu Star Trek: Stanice Deep Space Nine.
Jake Sisko je synem kapitána Hvězdné flotily Benjamina Siska a jeho ženy Jennifer. Rozhodl se nejít ve stopách svého otce a místo člena Hvězdné flotily se stal spisovatelem. Jeho nejbližším přítelem na stanici Deep Space Nine, kde vyrůstal, byl Fereng Nog.